# Siège d'Amida (502-503)
Pour le siège homonyme de la 2e guerre romano-perse au IVe siècle, voir siège d'Amida.
Guerres perso-byzantines
Batailles
- Amida (502-503)

Guerre d'Ibérie
- Thannuris (528)
- Dara (530)
- Satala (530)
- Callinicum (531)

Guerre lazique
- Phasis (555-556)

Guerre pour le Caucase
- Constantine (582)
- Solachon (586)
- Martyropolis (588)

Guerre de 602 - 628
- Antioche (613)
- Césarée (614)
- Jérusalem (614)
- Égypte (618-621)
- Sarus (625)
- Constantinople (626)
- Tbilissi (627-628)
- Ninive (627)

Le siège d'Amida par l'armée sassanide commandée par Kavadh Ier s'est déroulée en 502-503 dans le cadre des guerres perso-byzantines. Bien qu'aucune troupe de l'Empire byzantin n'ait été présente dans la ville au moment du siège, celle-ci résista pendant trois mois avant de tomber. Selon les écrits détaillés de Zacharie le Rhéteur, le sac de la ville fut particulièrement brutal. La prise de la ville fut ainsi suivie d'un massacre de la population pendant trois jours et trois nuits. La chute d'Amida incita l'empereur Anastase à réagir militairement avant qu'une trêve ne soit trouvée entre les deux parties en 505.

## Contexte
En 502, le roi perse Kavadh Ier a terriblement besoin d'argent afin de pouvoir régler ses dettes envers les Hephthalites qui l'ont aidé à retrouver son trône en 498/499. La situation est exacerbée par des changements récents dans le flux du Tigre en Mésopotamie inférieure, qui provoquent famines et inondations. Lorsque l'empereur romain Anastase refuse de lui apporter son aide, Kavadh Ier choisit d'obtenir gain de cause par la force.
Au cours de l'été 502, Kavadh envahit l'Arménie romaine et la Mésopotamie avec une armée comprenant des alliés arméniens et arabes. Il capture rapidement la ville de Theodosiopolis, insuffisamment préparée. La ville est en effet faiblement fortifiée et ne dispose pas d'une garnison de troupes. Kavadh se tourne ensuite vers Amida.

## Siège
Kavadh assiège la ville fortifiée d'Amida au cours de l'automne puis de l'hiver 502-503. Le siège de la ville s'avère néanmoins beaucoup plus difficile que prévu par Kavadh. Les défenseurs, bien qu'ils ne puissent compter sur aucune troupe, repoussent les assauts des Perses pendant trois mois. La ville, derrière ses murs de basalte noir, résiste ainsi désespérément avant de tomber finalement après 80 jours de siège.
Ayant découvert un point faible dans les murs, Kavadh envoya une petite escouade pour y créer une brèche durant la nuit. Selon Procope, les Perses ont un coup de chance dans leur tentative. En effet, il semble que certains gardiens ont bu et se sont endormis après avoir célébré un festival, permettant aux Perses d'escalader les murs et d'entrer dans la ville.
Un massacre des habitants de la ville s'en suivi pendant trois jours jusqu'à ce qu'un prêtre n'aille rencontrer Kavadh, pour le supplier d'arrêter les exécutions, arguant que ce n'était pas un acte royal. En colère, Kavadh lui demanda pourquoi ils se battaient contre lui. Le prêtre lui répondit : "Parce que Dieu a voulu vous donner Amida non pas par notre décision mais après avoir prouvé votre valeur". Satisfait de cette réponse, Kavadh ordonna alors d'arrêter les exécutions. Il permit néanmoins à ses hommes de piller la ville et de réduire en esclavage les survivants.

## Conséquences
Lorsqu'il apprit la nouvelle de la chute d'Amida, l'empereur Anastase envoya une force de 60 000 hommes afin de contrer la menace perse. Néanmoins, les Byzantins ne purent récupérer la ville avant qu'une trêve ne soit conclue en 505, via laquelle ils la rachetèrent pour 1 100 livres d'or.